# Пургин, Афанасий Николаевич
Афана́сий Никола́евич Пурги́н — советский хозяйственный, государственный и политический деятель, Герой Социалистического Труда.

## Биография
Родился в 1902 году в деревне Патракеевка Архангельского уезда, ныне Приморский район Архангельской области. 
С 1913 года — на хозяйственной, общественной и политической работе. В 1913—1968 гг. — рабочий лесосплава, кочегар на спасательном буксире «Александр», матрос на паруснике «Святой Дмитрий», рулевой парохода «Михаил Кази», рулевой на полярных экспедиционных судах «Русанов», «Георгий Седов», на зверобойных шхунах в Белом и Баренцевом морях, военнослужащий бригады подводных лодок, боцман на судах заграничного плавания, доставлявших лес в страны Западной Европы, третий помощник капитана парохода «Урицкий», старший помощник капитана промысловых судов, капитан-гарпунер китобойного судна «Авангард» флотилии «Алеут», член комиссии по отбору трофейных немецких судов в Швеции, Норвегии, Германии, гарпунер китобойного судна «Слава 8» китобойной флотилии «Слава» Министерства рыбной промышленности СССР, капитан-наставник китобойной флотилии «Слава», капитан-наставник флотилии «Юрий Долгорукий», государственный инспектор по китобойному промыслу. Член КПСС.
В 1931 году окончил Архангельское мореходное училище, получив диплом штурмана. С 1933 года работал на Дальнем Востоке.
Указом Президиума Верховного Совета СССР от 9 марта 1950 года присвоено звание Героя Социалистического Труда с вручением ордена Ленина и золотой медали «Серп и Молот».
Умер в Одессе в 1971 году.